# Frank Giering
Frank Giering (23. listopadu 1971 Magdeburg – 23. června 2010 Charlottenburg) byl německý herec. Svou kariéru zahájil v divadle. V roce 1997 hrál ve dvou filmech režiséra Michaela Hanekeho – Zámek a Funny Games. Také hrál v řadě seriálů, mimo jiné v epizodních rolích Kobry 11 či Wolffova revíru. V letech 2006 až 2010 hrál jednu z hlavních rolí v kriminálním seriálu Kriminalista. Během natáčení tohoto seriálu Giering ve věku 38 let zemřel.

## Filmografie (výběr)
- Ebbies Bluff (1993)
- Zámek (1997)
- Funny Games (1997)
- Milostné scény z planety Země (1998)
- Liebe deine Nächste! (1998)
- Sentimental Education (1998)
- Absolute Giganten (1999)
- Gran Paradiso (2000)
- Baader (2002)
- Anatomie 2 (2003)
- Kráska a pirát (2006)
- Brémští muzikanti (2009)
- Jerry Cotton (2010)